# WrestleMania IV
WrestleMania IV fue la cuarta edición de WrestleMania, evento de pago por visión de lucha libre profesional de la World Wrestling Federation. El evento se realizó el 27 de marzo de 1988 en el Boardwalk Hall en Atlantic City, Nueva Jersey.
El evento principal fue la final de un torneo de 14 hombres por el Campeonato Mundial de la WWF, donde Randy Savage derrotó a Ted DiBiase para ganar el título vacante. Las otras luchas en la cartelera fueron una Batalla Real de 20 Hombres ganada por Bad News Brown, Demolition (Ax y Smash) contra Strike Force (Tito Santana y Rick Martel) por el Campeonato en Parejas de la WWF, Brutus Beefcake contra Honky Tonk Man por el Campeonato Intercontinental de la WWF y el torneo de 14 hombres por el vacante Campeonato Mundial de la WWF.

## Argumento
El feudo o rivalidad principal que llevaba a Wrestlemania era entre Hulk Hogan y André The Giant. En enero de 1987, Hogan fue premiado con un trofeo por su tercer año como Campeón Mundial de la WWF mientras que André, su mejor amigo, fue premiado por un trofeo más pequeño que el de Hogan, por permanecer invicto en la WWF por quince años. Hogan felicitó a su amigo y dijo que André era el verdadero campeón de las superestrellas alrededor del mundo, pero André abandonó el arena antes de que Hogan finalizara su discurso. En febrero, en un episodio de Piper's Pit, André anunció a su nuevo mánager, Bobby Heenan, el eterno enemigo de Hogan. Hogan suplicó a André para que abandonara a Heenan, pero André se negó. André dijo que el vino a desafiar a Hogan a una lucha por el Campeonato Mundial en Wrestlemania. Luego, él rompió la polera de Hogan y también rompió su cadena dorada, pasando a ser heel. Esto culminó en su histórica lucha en Wrestlemania III en marzo, donde Hogan derrotó a André para retener el título. En el primer Survivor Series en noviembre, André, One Man Gang, King Kong Bundy, Butch Reed y Rick Rude derrotaron a Hogan, Paul Orndorff, Don Muraco, Ken Patera y Bam Bam Bigelow en una lucha de Survivor Series. En el primer Royal Rumble en enero de 1988, Hogan y André firmaron el contrato para realizar la revancha por el Campeonato Mundial de la WWF. La revancha tomó lugar en la primera edición de The Main Event en febrero, donde André controversialmente ganó el título al derrotar a Hogan con la ayuda de un falso árbitro. André empezó el reinado más corto como Campeón Mundial de la WWF, que llegó a durar tan solo 47 segundos, ya que vendió el título a Ted DiBiase y recibió a cambio una enorme suma de dinero. André reveló en una entrevista con DiBiase unas semanas antes del evento, que él planeaba tomarse un año libre e ir en un crucero con el dinero que DiBiase le estaba pagando una vez que él lograse adquirir el título por él, de ahí explicando el por qué André vendería el título que tanto había querido para él mismo hace un año. Sin embargo, el presidente de la WWF, Jack Tunney declaró el título como vacante y ordenó que se realizara un torneo de 14 hombres para determinar un nuevo campeón.

## Resultados
- Bad News Brown gana una Batalla Real de 20 hombres (9:47)
  - Los participantes fueron Boris Zhúkov, Bret Hart, Brian Blair, Danny Davis, George Steele, Harley Race, Hillbilly Jim, Jacques Rougeau, Jim Brunzell, Jim Neidhart, Jim Powers, Junkyard Dog, Ken Patera, Nikolai Volkoff, Paul Roma, Raymond Rougeau, Ron Bass, Sam Houston y Sika
  - Brown y Hart cooperaron para eliminar a Junkyard Dog. Luego Brown eliminó a Hart ganando la batalla real.
  - Hart luego atacó a Brown y rompió el trofeo que se le había otorgado al ganador.
- Primera ronda del Torneo: Ted DiBiase (con Virgil y André the Giant) derrotó a Jim Duggan (5:03)
  - DiBiase cubrió a Duggan después de un "Fist Drop".
- Primera ronda del Torneo: Don Muraco (con Billy Graham) derrotó a Dino Bravo (con Frenchy Martin) por descalificación (4:54)
  - Bravo fue descalificado por agarrar al árbitro para bloquear un ataque de Muraco.
- Primera ronda del Torneo: Greg Valentine venció a Ricky Steamboat (9:11)
  - Valentine cubrió a Steamboat después de revertir una "Plancha Cruzada".
- Primera ronda del Torneo: Randy Savage (con Miss Elizabeth) derrotó a Butch Reed (con Slick) (4:09)
  - Savage cubrió a Reed después de un "Codazo Volador".
- Primera ronda del Torneo: One Man Gang (con Slick) derrotó a Bam Bam Bigelow (con Oliver Humperdink) (3:00)
  - Por cuenta de diez segundos fuera del ring.
- Primera ronda del Torneo: Rick Rude (con Bobby Heenan) y Jake Roberts llegaron al límite de tiempo de la lucha (15:00)
  - Ambos fueron eliminados del torneo.
- The Ultimate Warrior derrotó a Hercules Hernández (4:37)
  - Warrior bloqueó una "Full Nelson" de Hernández y lo transformó en un "Roll-Up", ganando la lucha.
- Cuartos de final del Torneo: Hulk Hogan y André the Giant (con Ted DiBiase y Virgil) logran una doble descalificación (5:21)
  - Ambos fueron descalificados por utilizar sillas
- Cuartos de final del Torneo: Ted DiBiase derrotó a Don Muraco (con Billy Graham) (5:35)
  - DiBiase cubrió a Muraco después de un "Hot Shot".
- Cuartos de final del Torneo: Randy Savage (con Miss Elizabeth) derrotó Greg Valentine (con Jimmy Hart) (6:08)
  - Savage bloqueó una "Figura 4" de Valentine y la transformó en un "Roll-Up", ganando la lucha.
- Brutus Beefcake derrotó al Campeón Intercontinental The Honky Tonk Man por descalificación (con Jimmy Hart) (9:18)
  - Tonk Man fue descalificado después de que Jimmy Hart golpeara al árbitro con el megáfono.
  - A pesar de haber perdido, Tonk Man retuvo su campeonato, por haber sido vencido por descalificación.
- The Islanders (Haku y Tama) y Bobby Heenan derrotaron a The British Bulldogs (Davey Boy Smith y The Dynamite Kid) y Koko B.Ware (7:35)
  - Heenan cubrió a Ware después de que los Islanders lo levantaran y lo lanzaran contra su oponente.
- Semifinal del Torneo: Randy Savage (con Miss Elizabeth) derrotó a One Man Gang (con Slick) (4:12)
  - Gang fue descalificado después de golpear a Savage con un bastón.
- Demolition (Ax y Smash,) (con Mr. Fuji) derrotaron a Strike Force (Rick Martel y Tito Santana) ganando el Campeonato Mundial en Parejas (8:02)
  - Ax cubrió a Martel después de golpearlo con un bastón.
- Final del Torneo por el Campeonato Mundial de Peso Pesado de la WWF: Randy Savage (con Miss Elizabeth y Hulk Hogan) derrotó a Ted DiBiase (con André the Giant) (9:18)
  - Savage cubrió a DiBiase después de un "Codazo Volador".

### Tabla del torneo
Pin=conteo de tres; CO=conteo de 10 fuera del ring; DQ=descalificación; DDQ=doble descalificación; Draw=empate
|  | Octavos de final | Octavos de final | Octavos de final |                 |                | Cuartos de final | Cuartos de final | Cuartos de final |  |              | Semifinales  | Semifinales | Semifinales |  |             | Final       | Final | Final |  |
|  |                  |                  |                  |                 |                |                  |                  |                  |  |              |              |             |             |  |             |             |       |       |  |
|  |                  |                  |                  |                 |                |                  |                  |                  |  |              |              |             |             |  |             |             |       |       |  |
|  | Hulk Hogan       | Hulk Hogan       | —                |                 |                |                  |                  |                  |  |              |              |             |             |  |             |             |       |       |  |
|  | Hulk Hogan       | Hulk Hogan       | —                |                 |                |                  |                  |                  |  |              |              |             |             |  |             |             |       |       |  |
|  | BYE              | BYE              | —                |                 |                |                  |                  |                  |  |              |              |             |             |  |             |             |       |       |  |
|  | BYE              | BYE              | —                |                 | Hulk Hogan     | Hulk Hogan       | DDQ              |                  |  |              |              |             |             |  |             |             |       |       |  |
|  |                  |                  |                  |                 | Hulk Hogan     | Hulk Hogan       | DDQ              |                  |  |              |              |             |             |  |             |             |       |       |  |
|  |                  |                  | André the Giant  | André the Giant | 05:23          |                  |                  |                  |  |              |              |             |             |  |             |             |       |       |  |
|  | André the Giant  | André the Giant  | André the Giant  | André the Giant | 05:23          | —                |                  |                  |  |              |              |             |             |  |             |             |       |       |  |
|  | André the Giant  | André the Giant  |                  |                 |                |                  |                  |                  |  |              |              |             |             |  |             |             |       |       |  |
|  | BYE              | BYE              | —                |                 |                |                  |                  |                  |  |              |              |             |             |  |             |             |       |       |  |
|  | BYE              | BYE              | —                |                 |                |                  |                  |                  |  | BYE          | BYE          | —           |             |  |             |             |       |       |  |
|  |                  |                  |                  |                 |                |                  |                  |                  |  | BYE          | BYE          | —           |             |  |             |             |       |       |  |
|  |                  |                  | Ted DiBiase      | Ted DiBiase     | —              |                  |                  |                  |  |              |              |             |             |  |             |             |       |       |  |
|  | Jim Duggan       | Jim Duggan       | Ted DiBiase      | Ted DiBiase     | —              | Pin              |                  |                  |  |              |              |             |             |  |             |             |       |       |  |
|  | Jim Duggan       | Jim Duggan       |                  |                 |                |                  |                  |                  |  |              |              |             |             |  |             |             |       |       |  |
|  | Ted DiBiase      | Ted DiBiase      | 05:02            |                 |                |                  |                  |                  |  |              |              |             |             |  |             |             |       |       |  |
|  | Ted DiBiase      | Ted DiBiase      | 05:02            |                 | Ted DiBiase    | Ted DiBiase      | Pin              |                  |  |              |              |             |             |  |             |             |       |       |  |
|  |                  |                  |                  |                 | Ted DiBiase    | Ted DiBiase      | Pin              |                  |  |              |              |             |             |  |             |             |       |       |  |
|  |                  |                  | Don Muraco       | Don Muraco      | 05:35          |                  |                  |                  |  |              |              |             |             |  |             |             |       |       |  |
|  | Don Muraco       | Don Muraco       | Don Muraco       | Don Muraco      | 05:35          | DQ               |                  |                  |  |              |              |             |             |  |             |             |       |       |  |
|  | Don Muraco       | Don Muraco       |                  |                 |                |                  |                  |                  |  |              |              |             |             |  |             |             |       |       |  |
|  | Dino Bravo       | Dino Bravo       | 04:54            |                 |                |                  |                  |                  |  |              |              |             |             |  |             |             |       |       |  |
|  | Dino Bravo       | Dino Bravo       | 04:54            |                 |                |                  |                  |                  |  |              |              |             |             |  | Ted DiBiase | Ted DiBiase | Pin   |       |  |
|  |                  |                  |                  |                 |                |                  |                  |                  |  |              |              |             |             |  | Ted DiBiase | Ted DiBiase | Pin   |       |  |
|  |                  |                  | Randy Savage     | Randy Savage    | 09:27          |                  |                  |                  |  |              |              |             |             |  |             |             |       |       |  |
|  | Ricky Steamboat  | Ricky Steamboat  | Randy Savage     | Randy Savage    | 09:27          | Pin              |                  |                  |  |              |              |             |             |  |             |             |       |       |  |
|  | Ricky Steamboat  | Ricky Steamboat  |                  |                 |                |                  |                  |                  |  |              |              |             |             |  |             |             |       |       |  |
|  | Greg Valentine   | Greg Valentine   | 09:11            |                 |                |                  |                  |                  |  |              |              |             |             |  |             |             |       |       |  |
|  | Greg Valentine   | Greg Valentine   | 09:11            |                 | Greg Valentine | Greg Valentine   | Pin              |                  |  |              |              |             |             |  |             |             |       |       |  |
|  |                  |                  |                  |                 | Greg Valentine | Greg Valentine   | Pin              |                  |  |              |              |             |             |  |             |             |       |       |  |
|  |                  |                  | Randy Savage     | Randy Savage    | 06:07          |                  |                  |                  |  |              |              |             |             |  |             |             |       |       |  |
|  | Randy Savage     | Randy Savage     | Randy Savage     | Randy Savage    | 06:07          | Pin              |                  |                  |  |              |              |             |             |  |             |             |       |       |  |
|  | Randy Savage     | Randy Savage     |                  |                 |                |                  |                  |                  |  |              |              |             |             |  |             |             |       |       |  |
|  | Butch Reed       | Butch Reed       | 04:09            |                 |                |                  |                  |                  |  |              |              |             |             |  |             |             |       |       |  |
|  | Butch Reed       | Butch Reed       | 04:09            |                 |                |                  |                  |                  |  | Randy Savage | Randy Savage | DQ          |             |  |             |             |       |       |  |
|  |                  |                  |                  |                 |                |                  |                  |                  |  | Randy Savage | Randy Savage | DQ          |             |  |             |             |       |       |  |
|  |                  |                  | One Man Gang     | One Man Gang    | 04:05          |                  |                  |                  |  |              |              |             |             |  |             |             |       |       |  |
|  | Bam Bam Bigelow  | Bam Bam Bigelow  | One Man Gang     | One Man Gang    | 04:05          | CO               |                  |                  |  |              |              |             |             |  |             |             |       |       |  |
|  | Bam Bam Bigelow  | Bam Bam Bigelow  |                  |                 |                |                  |                  |                  |  |              |              |             |             |  |             |             |       |       |  |
|  | One Man Gang     | One Man Gang     | 02:55            |                 |                |                  |                  |                  |  |              |              |             |             |  |             |             |       |       |  |
|  | One Man Gang     | One Man Gang     | 02:55            |                 | One Man Gang   | One Man Gang     | —                |                  |  |              |              |             |             |  |             |             |       |       |  |
|  |                  |                  |                  |                 | One Man Gang   | One Man Gang     | —                |                  |  |              |              |             |             |  |             |             |       |       |  |
|  |                  |                  | BYE              | BYE             | —              |                  |                  |                  |  |              |              |             |             |  |             |             |       |       |  |
|  | Jake Roberts     | Jake Roberts     | BYE              | BYE             | —              | Draw             |                  |                  |  |              |              |             |             |  |             |             |       |       |  |
|  | Jake Roberts     | Jake Roberts     |                  |                 |                |                  |                  |                  |  |              |              |             |             |  |             |             |       |       |  |
|  | Rick Rude        | Rick Rude        | 15:00            |                 |                |                  |                  |                  |  |              |              |             |             |  |             |             |       |       |  |
|  | Rick Rude        | Rick Rude        | 15:00            |                 |                |                  |                  |                  |  |              |              |             |             |  |             |             |       |       |  |
|  |                  |                  |                  |                 |                |                  |                  |                  |  |              |              |             |             |  |             |             |       |       |  |

## Otros roles
| Comentaristas - Jesse Ventura - Gorilla Monsoon Entrevistadores - "Mean" Gene Okerlund - Bob Uecker | Anunciador - Howard Finkel Árbitros - Joey Marella - Earl Hebner - Jim Korderas - Jack Kruger |